# Mermaid Melody Pichi Pichi Pitch
Mermaid Melody Pichi Pichi Pitch (マーメイドメロディーぴちぴちピッチ Māmeido Merodī Pichi Pichi Picchi) là bộ truyện tranh shōjo manga và loạt phim anime, với đồ họa được trình bày bởi Yokote Michiko và hình vẽ gốc từ truyện tranh của nữ mangaka Hanamori Pink. Bộ manga này được phát hành đều đặn trong tạp chí Nakayoshi.Đã có 32 chương được in trên tờ tạp chí này (bao gồm 2 câu chuyện đặc biệt) và chuyển thành 7 volume bởi Kodansha.
Loạt series anime này được phát hành bởi TV Aichi.Trong mùa thứ nhất,52 tập phim được chiếu trên TV Tokyo Network từ ngày 5 tháng 4 năm 2003 cho đến ngày 27 tháng 3 năm 2004. Vào mùa thứ 2, phần tiếp theo là Mermaid Melody Pichi Pichi Pitch Pure,chiếu 39 tập từ ngày 3 tháng 4 cho tới ngày 25 tháng 12 năm 2005.
Hãng phim của Mĩ ADV Films đã xin giấy phép bản quyền vào tháng 7 năm 2006 để được trình chiếu rộng rãi,tuy nhiên lại có khá nhiều những khó khăn nhất định về việc lồng tiếng. Trong khi đó, Del Rey Manga đã kịp thời xin bản quyền để có thể xuất bản bộ truyện tranh đến với độc giả nước Mĩ với tên gọi:Mermaid Melody Pichi Pichi Pitch.

## Nội dung
Lucia, một nàng tiên cá đến từ vùng biển Bắc Thái Bình Dương, quyết định lên bờ để tìm chàng trai mà cô đã cứu khỏi chết đuối từ bảy năm trước, khi ấy cô đeo chiếc vòng ngọc trai hồng. Và bất ngờ cô lại gặp được Dōmoto Kaito, một tay lướt sóng cừ khôi. Nhưng lúc này cô đang mang một bộ dạng của con người, cô đã nhận ra anh chính là người mà cô đã cứu bảy năm trước, tuy vậy Kaito lại không nhận ra cô. Thật éo le khi cô không thể khai ra cô chính là nàng tiên cá đó; mặt khác, trong truyền thuyết, nếu ai để lộ thân phận ra thì sẽ vĩnh viễn trở thành bọt biển. Cô cố gắng thuyết phục Kaito để có thể hiểu được cô là ai (và Lucia không kể với Kaito ngay từ đầu mà sẽ để cho cậu tự tìm hiểu lấy và phát hiện bí mật của cô, như vậy sẽ giữ nguyên được thể xác).
Cùng lúc đó, Lucia cần phải tập hợp 6 nàng tiên cá khác từ 6 vùng biển khác nhau để có thể sử dụng viên ngọc đeo trên cổ chống lại thế lực đen tối, mang lại sự bình yên cho biển cả và các nàng tiên cá khác.Để làm được chuyện này, Lucia đã gia nhập nhóm của Hanon và Rina, cũng là những nàng tiên cá xinh đẹp, tài năng và hát rất hay. Sau đó, họ tìm 3 nàng tiên cá khác để mạnh hơn.

## Nhân vật
Luchia
Lồng tiếng bởi: Asumi Nakata  (tiếng Nhật) Hồ Ngọc Hà (tiếng Việt)
Hanon (宝生 波音)
Lồng tiếng bởi: Terakado Hitomi
Rina (洞院 リナ)
Lồng tiếng bởi: Asano Mayumi
Noel (ノエル)
Lồng tiếng bởi: Nagata Ryōko
Karen (かれん)
Lồng tiếng bởi: Kogure Ema
Coco (ココ)
Lồng tiếng bởi: Arai Satomi
Sara (沙羅)
Lồng tiếng bởi: Ueda Kana
Seira (星羅)
Lồng tiếng bởi: Kitamura Eri

## Bài hát

Bìa đĩa CD nhạc phim.

### Âm nhạc
Mở đầu
- "Taiyō no Rakuen ~Promised Land~" bởi Kanbe Miyuki (Tập 1–28)
Translation: Paradise of the Sun ~Promised Land~
- "Rainbow Notes♪" bởi Kanbe Miyuki (Tập 29–52)

Kết thúc
- "Daiji na Takarabako" bởi Lucia (Nakata Asumi) (Episodes 1–28)
- "Sekai de Ichiban Hayaku Asa ga kuru Basho" bởi Lucia, Hanon, và Rina (Nakata Asumi, Terakado Hitomi, và Asano Mayumi) (Episodes 29–52)

Các bài hát của nàng tiên cá
Những ca khúc này dùng để hát khi chiến đấu và là một idol.
- "Legend of Mermaid" bởi Lucia, Hanon, and Rina (Nakata Asumi, Terakado Hitomi, và Asano Mayumi)
- "Koi wa Nandarō" bởi Lucia (Nakata Asumi)
- "Super Love Songs!" bởi Lucia, Hanon, và Rina (Nakata Asumi, Terakado Hitomi, và Asano Mayumi)
- "Kizuna" bởi Lucia, Hanon, and Rina (Nakata Asumi, Terakado Hitomi, và Asano Mayumi)
- "Yume no Sono Saki e" bời Lucia, Hanon, and Rina (Nakata Asumi, Terakado Hitomi, và Asano Mayumi)
- "Splash Dream" bởi Lucia (Nakata Asumi)
- "Ever Blue" bởi Hanon (Terakado Hitomi)
- "Star Jewel" bởi Rina (Asano Mayumi)
- "Aurora no Kaze ni Notte" bởi Karen (Kogure Ema)
- "Return to the Sea" bởi Sara (Ueda Kana)
- "Kodou ~Perfect Harmony~" bởi Lucia, Hanon, Rina, và Karen (với Coco và Noel trong tập 2, và Sara trong tập 3)
(Nakata Asumi, Terakado Hitomi, Asano Mayumi, và Kogure Ema; tạp 2 còn có Arai Satomi và Nagata Ryoko; tập 3 còn có Ueda Kana)
- "Beautiful wish" bởi Seira (Asano Mayumi)
- "Birth of love" bởi Seira (Asano Mayumi)

```
Các bài hát khác:
```

- "Kuro no Kyōsōkyoku ~concerto~" trình bày bởi Black Beauty Sisters (Tsuchiya Miki và Shitaya Noriko)

## Trò chơi
Ba trò chơi điện tử này được sản xuất bởi hãng Konami Computer Entertainment Japan, được phát trên hệ máy Nintendo's Game Boy Advance.
- Mermaid Melody Pichi Pichi Pitch - Inspired bởi Dance Dance Revolution.
- Mermaid Melody Pichi Pichi Pitch Pichi Pichi Party.
- Mermaid Melody Pichi Pichi Pitch Pichi Pichitto Live Start!.